# Остролодочник мелкоцветковый
Остролодочник мелкоцветковый, или Остролодочник мелкоцветный (лат. Oxytropis tyttantha) — вид двудольных растений рода Остролодочник (Oxytropis) семейства Бобовые (Fabaceae). Впервые описан российским ботаником Николаем Фёдоровичем Гончаровым.

## Распространение и среда обитания
Эндемик юга Узбекистана, известный из Кашкадарьинской и Сурхандарьинской областей. Встречается на Гиссарском хребте и в бассейнах рек Кашкадарья, Сангардак и Тупаланг.
Растёт на каменистых и мелкоземистых участках на склонах, реже на выходе красных глин в горах.

## Ботаническое описание
Светолюбивое многолетнее травянистое растение высотой 10—12 см.
Стебель отсутствует.
Листья сложные, овальной или продолговатой формы, состоят из 15—25-парных шероховатых листочков широколанцетной или яйцевидно-продолговатой формы.
Соцветие — почти округлая или яйцевидная кисть, несёт по 10—15 цветков.
Плод — продолговатый боб бурого или зелёного цвета.
Цветёт в августе и сентябре, плодоносит в сентябре.

## Значение
Выращивается как декоративное растение.

## Охранный статус
Занесён в Красную книгу Узбекистана. Мер по сохранению популяции не предпринимается.